# Cantonul Vannes-Ouest
Cantonul Vannes-Ouest este un canton din arondismentul Vannes, departamentul Morbihan, regiunea Bretania, Franța.

## Comune
- Arradon
- Baden
- Île-aux-Moines
- Île-d'Arz
- Larmor-Baden
- Ploeren
- Vannes (parțial, reședință)